# Beşiktaş JK (basketbal)
Beşiktaş İstanbul je profesionální basketbalový klub hrající tureckou nejvyšší soutěž. Svoje domácí zápasy hraje Beşiktaş v hale Akatlar Spor Salonu.

## Historie
Klub byl založen roku 1933, poté byl jeho chod v roce 1936 zastaven a o čtyři roky později, v roce 1940, byl jeho provoz opětovně obnoven. Od svého znovuobnovení nechyběl v turecké nejvyšší basketbalové soutěži kromě ročníku 1988/89 ani jednu sezonu. Svého největšího úspěchu dosáhl tým v roce 1975, kdy triumfoval v turecké lize.
Anadolu Efes ve finále porazit a Turecko basketbalová liga mistr v roce 2012. Ten stejný rok, vyhrál pohár v Turecku. Eurochallenge Cup vyhrál v roce 2012. Elan Chalon'u ve finále porazit.

## Aktuální soupiska
| Jméno              | Výška  | Váha   | Národnost  |
| ------------------ | ------ | ------ | ---------- |
| Muratcan Güler     | 198 cm | 84 kg  | turecká    |
| Kartal Özmızrak    | 211 cm | 120 kg | turecká    |
| Doğukan Şanlı      | 188 cm | 79 kg  | americká   |
| Caner Topaloğlu    | 197 cm | 94 kg  | turecká    |
| Tomislav Ruzic     | 206 cm | 103 kg | -          |
| Kevin Foster       | 185 cm | 89 kg  | americká   |
| Ryan Broekhoff     | 190 cm | 84 kg  | australská |
| Gökhan Şirin       | 207 cm | 102 kg | turecká    |
| Colton Iverson     | 183 cm | 77 kg  | americká   |
| Mehmet Ali Yatağan | 188 cm | 86 kg  | americká   |
| Mehmet Yağmur      | 210 cm | 118 kg | turecká    |

## Seznam největších úspěchů klubu
- Turecko basketbalová liga
  - Vítěz (2): 1975, 2012

- Turecko Basketbal Cup
  - Vítěz (1): 2012

- Prezidentský pohár
  - Vítěz (1): 2012

- Eurochallenge Cup
  - Vítěz (1): 2012